# British Columbia Highway 4A
Der Highway 4A der kanadischen Provinz British Columbia liegt im Westen von Vancouver Island. Er bildet nordwestlich von Nanaimo eine kurze Verbindung zwischen Highway 19 und Highway 4. Er hat eine Länge von 10 km. Vor dem Bau von Highway 19 führte Highway 4A bis zum Highway 19A, dem früheren Highway 19, dieser Abschnitt steht jedoch nicht mehr unter Verwaltung der Provinz und ist somit auch nicht mehr als Highway 4A ausgezeichnet.